# ラジーヴ・マサンド

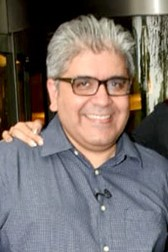
ラジーヴ・マサンド（2018年）

ラジーヴ・マサンド（Rajeev Masand）は、インドの映画評論家。ノイダに拠点を置く英語ニュース・チャンネルのCNNニュース18で働いている。毎週末に彼の番組「Now Showing」でボリウッド映画とインドで公開された主要なハリウッド映画を批評している。

## キャリア
ムンバイ大学を卒業後に『ザ・タイムズ・オブ・インディア』に就職し、後に『インディアン・エクスプレス』の編集補佐を務めた。2003年1月にSTAR Newsに特派員として入社し、同時に「Masand Ki Pasand」の主催者も務めた。2005年にCNNニュース18に入社して映画評論家となり、同社ウェブサイト上でビデオレビューシリーズ「Masand's Verdict」を開設した。またエンターテインメント・シリーズ「To Catch a Star」の主催者も務めている。
マサンドは映画レビューを投稿するYouTubeチャンネルを保有しており、この他にインド映画界の俳優や監督（まれに国外の映画関係者）とのインタビューも投稿される。また複数の雑誌や自身のウェブサイトなどを通してエンターテインメント業界のコラムニストとしても活動している。